# Санто-Черварезе-Кроче
Санто-Черварезе-Кроче (итал. Cervarese Santa Croce) —коммуна в Италии, располагается в провинции Падуя области Венеция.
Население составляет 4709 человек, плотность населения составляет 277 чел./км². Занимает площадь 17 км². Почтовый индекс — 35030. Телефонный код — 049.